# Valea Mare (Râul Doamnei)
Valea Mare je rijeka u Rumunjskoj, lijeva pritoka Râul Doamnei. Ulijeva se u Râul Doamnei u Valea Mare-Podgoria. Duljina joj je 13 km, a površina porječja 30 km2.